# رونزو شينيس
رونزو شينيس ( (بالألمانية: Rontz-Klens)‏ ) هي منطقة (بلدية) في ترينتينو في المنطقة الإيطالية ترينتينو ألتو أديجي / سودتيرول ، وتقع على بعد حوالي 25 كيلومتر (16 ميل) جنوب غرب ترينتو في فال دي غريستا .
تقع رونزو شينيس على حدود البلديات التالية: اركو و فيلا لاجارينا و إيزيرا و موري .